# Plan de partage de la Palestine
Pour un article plus général, voir Plans de partition de la Palestine.
 (mars 2009).

Carte du plan de partage de la Palestine mandataire prévu par la résolution 181 de l'ONU.

Le plan de partage de la Palestine élaboré par le Comité spécial des Nations unies sur la Palestine (UNSCOP) créé par l’Assemblée générale de l'ONU le 29 novembre 1947, est approuvé par cette dernière à New York, par le vote de sa résolution 181.
Ce plan prévoit la partition de la Palestine mandataire en trois entités, avec la création d’un État juif (sur 56 % du territoire de la Palestine mandataire dont une grande majorité est constitué du désert du Néguev, quasiment inhabité) et d’un État arabe (sur 42 % du territoire), tandis que la ville de Jérusalem et sa proche banlieue (2 % du territoire) sont placées sous contrôle international en tant que corpus separatum. Le plan est ainsi établi de manière à éviter le déplacement des populations résidentes.
La première partie du plan précise les dispositions de la fin du mandat britannique - devant intervenir aussi vite que possible -, du partage et de l’indépendance des entités. Les Britanniques prévoient de se retirer le 1er août 1948 et le partage doit être réalisé au 1er octobre. La partie II du plan comporte la description détaillée des frontières proposées pour chaque État.
Le plan est accepté par les dirigeants du Yichouv (communauté juive en Palestine), par le biais de l'Agence juive, excepté ceux de l'Irgoun et du Lehi. Il est rejeté par la quasi-totalité des dirigeants de la communauté arabe, y compris par le Haut Comité arabe palestinien, appuyé par la Ligue arabe qui annonce son intention de prendre « toutes les mesures nécessaires pour empêcher l'exécution de la résolution » et par certains États arabes qui déclarent leur intention d'attaquer l'État juif. Des émeutes et des attaques contre les juifs éclatent le lendemain du vote en Palestine mandataire, en Égypte, en Syrie et au Yémen, ce qui entraîne la guerre civile de 1947-1948. Les attentats et les combats font plusieurs milliers de victimes dans les deux camps. Après le départ des Britanniques six mois plus tard et la proclamation de l'État d'Israël le 14 mai 1948, les pays arabes voisins interviennent directement et la première guerre israélo-arabe débute.

## Contexte historique

Pavillon du mandat britannique flottant sur ses navires de 1927 à 1948.

Dès la fin du XIXe siècle, la Palestine connaît une immigration de Juifs venant de la diaspora et rassemblés au sein du mouvement sioniste. Ces derniers  considèrent que les territoires du royaume d'Israël anciennement souverain sont l’endroit où la nation juive pourrait retrouver son autodétermination et se protéger de l’antisémitisme.
En 1901, le Fonds national juif est fondé à Bâle lors du 5e Congrès sioniste. Sa fonction est d’acheter des terres en Palestine/Eretz Israel et d’y développer le pays en vue de l’implantation des Juifs.
Plusieurs aliyah de plus en plus importantes se succèdent : 10 000 Juifs immigrent en Palestine à la fin du XIXe siècle, 35 000 entre 1903 et 1914 et 35 000 de nouveau entre 1919 et 1923. La population locale en Palestine s’oppose à cette immigration croissante.
En 1914, le Royaume-Uni et l’Empire ottoman entrent en guerre dans le cadre de la Première Guerre mondiale.
En 1915, le haut-commissaire britannique d’Égypte, Sir Henri McMahon, promet au roi Hussein ben Ali l’indépendance et le contrôle arabe sur les territoires qui seraient libérés de la mainmise ottomane. En 1917, la déclaration Balfour officialise le soutien du gouvernement britannique à l’établissement d’un foyer national juif en Palestine. En décembre 1917, le général Allenby prend Jérusalem. En 1918, le Royaume-Uni achève sa prise de contrôle de la Palestine et défait les armées ottomanes.
Les premières violences éclatent en 1920 et 1921 lors des émeutes de Jérusalem et des émeutes de Jaffa.
En juillet 1922, la Société des Nations confie au Royaume-Uni un mandat sur la Palestine et en septembre, les Britanniques fondent l’Émirat arabe de Transjordanie sur la rive est du Jourdain,. La région prend une importance stratégique pour la Grande-Bretagne, qui contrôle également l’Irak et qui est présente en Égypte et en Arabie saoudite.
Dès la fin des années 1920, l’immigration s’intensifie encore avec l’arrivée des Juifs fuyant les persécutions en Europe. Ce sont 80 000 nouveaux immigrants qui arrivent entre 1924 et 1928 et on en compte encore 180 000 jusqu’en 1939. De nombreux conflits éclatent entre Juifs et Arabes. Notamment, les émeutes de 1929 qui font 133 morts juifs et 116 morts arabes et une insurrection de 1936 à 1939 qui fait plus de 5 000 morts arabes et 500 morts juifs et qui voit l’arrestation, l’exil ou la mort de la plupart des leaders politiques arabes palestiniens.
À la suite de cette insurrection, les Britanniques envisagent tout d’abord une partition entre les populations juive et arabe. Une commission est désignée, dirigée par Peel. Ses travaux aboutissent en 1937 à un plan de partage qui n’est en fin de compte pas retenu. En lieu et place, les Britanniques adoptent, en 1939, le troisième Livre blanc qui abandonne l’idée de la partition des territoires du mandat en faveur d’un État indépendant palestinien gouverné par les Arabes et les Juifs et limitent de façon draconienne l’immigration juive vers la Palestine.
En 1945, on compte environ 600 000 Juifs pour 1 200 000 Arabes en Palestine tandis que 250 000 Juifs, survivants de l’Holocauste de la Seconde guerre mondiale, attendent dans les camps de réfugiés en Europe et à Chypre. Aux États-Unis est établi le Rapport Harrison du juriste Earl G. Harrison, qui se penche sur les camps de personnes déplacées en Europe après la Seconde Guerre mondiale. Après la remise du rapport, le président Harry S. Truman en adresse une copie à Clement Attlee, Premier ministre du Royaume-Uni, eu égard à la responsabilité britannique sur la Palestine. Truman écrit : « D'après ce document et d'autres informations qui me sont parvenues, je rejoins l'avis voulant qu'aucun sujet n'est plus important, pour ceux qui ont connu les horreurs des camps de concentration depuis plus d'une décennie, que l'avenir des possibilités d'immigration en Palestine ». L'Agence juive demande 100 000 certificats d'admission immédiate pour les juifs d'Europe centrale et formule le désir d'en accueillir dans les prochaines années un million, considérant que l'antisémitisme n'a pas disparu dans certains pays européens.
Durant la période 1945-1947, plusieurs plans sont proposés pour apporter une solution au problème de la Palestine. Au niveau local, les représentants juifs et arabes adoptent des positions nationalistes inconciliables et refusent l’un et l’autre toute idée d’un État binational. Les positions internationales ne sont pas plus conciliables : en juillet 1946, le rapport britannique de Morrison et Grady propose un plan de division de la Palestine en provinces autonomes dont les intérêts collectifs seraient gérés par une puissance mandataire. Le 4 octobre, le président Truman fait une déclaration favorable à un partage de la Palestine entre Juifs et Arabes. En février 1947, le ministre des Affaires étrangères britannique, Ernest Bevin, propose une libre immigration juive contre l’indépendance de la Palestine dans un délai de cinq ans. En réponse, les sionistes avancent leur propre projet de partage, tandis que les Arabes demandent l’indépendance immédiate de la Palestine.
Le 18 février 1947, faute de pouvoir apporter une solution aux troubles dans le pays, Ernest Bevin annonce officiellement la transmission du dossier à l’ONU. Le 28 avril 1947, celle-ci confie à une commission spéciale, l’UNSCOP, le soin d’étudier le problème. Celle-ci remet son rapport fin août, quelques jours seulement après la partition des Indes britanniques, qui consacre la revendication indo-musulmane d'un État confessionnel séparé.

## Genèse du plan
Le 14 février 1947, le gouvernement britannique de Clement Attlee, ne parvenant plus à maintenir l’ordre en Palestine et sortant ruiné de la Seconde Guerre mondiale, décide de remettre son mandat aux Nations unies. Cette organisation, qui a succédé à la Société des Nations, va tenter de résoudre le conflit entre Juifs et Arabes sur la « question de la Palestine ».
L’ONU désigne le 13 mai 1947 les membres d’un comité, l’UNSCOP (United Nations Special Committee on Palestine), composé de représentants de onze États (Australie, Canada, Guatemala, Inde, Iran, Pays-Bas, Pérou, Suède, Tchécoslovaquie, Uruguay, Yougoslavie). Dans un souci de neutralité, aucune des grandes puissances de l’époque ne fut représentée. Ces dernières ne sont pas pour autant indifférentes au débat qui s'ouvre et le 14 mai, Andreï Gromyko, ambassadeur de l'URSS au Conseil de sécurité de l'ONU, fait une déclaration qui prend au dépourvu les participants. Jusque-là, les Soviétiques, sur la question de la Palestine, soutenaient une position anti-britannique et pro-arabe. Là, le représentant soviétique reconnaît le droit des Juifs à l'autodétermination et suggère, au cas où la solution d'un État unifié serait impraticable, d'avoir recours à la partition.
Les travaux du comité, sous la présidence d'Emil Sandström, débutent durant l'été par un voyage de cinq semaines en Palestine. Ayant mis à sa disposition trois officiels de haut rang, dont Abba Eban, l'Agence juive s'assure que ce comité soit chaudement accueilli lors de ses déplacements et que ses membres soient mis en contact avec des colons parlant leurs langues maternelles (suédois, espagnol, persan…). À l'inverse, le Haut Comité arabe annonce qu'il boycottera le comité qui est accueilli par une journée de grève générale. Sur le terrain, tout est fait pour faire obstacle à son travail d'enquête.

## Positions des parties
La position de l’Agence juive est qu’il faut établir un « État juif » en Palestine mandataire et y permettre l’immigration libre, en particulier pour les personnes déplacées juives de la Seconde Guerre mondiale. Elle est prête à accepter un partage du pays (comme proposé dans le Plan Peel de 1937) mais refuse le projet de cantonisation qui ferait du pays une fédération (comme proposé par le Plan Morrison-Grady). L’Agence juive promet de respecter les droits de la minorité arabe mais ne réclame pas son transfert hors du futur « État juif » (comme proposé dans le Plan Peel, et défendu en coulisse par Chaim Weizmann[réf. nécessaire]) ; elle est cependant consciente de la menace qu’une trop forte minorité arabe ferait peser sur le caractère juif de l’État. L’Agence juive base ses revendications sur la Déclaration Balfour de 1917 et sur les termes du mandat britannique.
Les représentants arabes palestiniens refusent de prendre part une fois de plus à des débats sur la question. Le retour d’Hajj Amin al-Husseini à la tête du Haut Comité arabe a radicalisé leur position et les modérés sont mis en minorité. Ils ne reconnaissent pas le droit aux Nations unies de trancher la question. Ils revendiquent la fin de l’immigration juive et l’indépendance de la Palestine en tant qu’État arabe tout en garantissant que la minorité juive sera protégée, du moins celle des descendants des Juifs établis avant le début de l’immigration sioniste. Ils se basent sur le Livre blanc de 1939 qui avait limité l’immigration juive et leur promettait l’indépendance dans un délai de dix ans.
Les Britanniques ont tout essayé pour concilier les points de vue et sont divisés sur la question. Ils veulent une solution qui tienne à la fois compte des promesses faites aux parties (Déclaration Balfour ; Accord avec les Hachémites ; Livres blancs) et de leurs intérêts stratégiques dans la région – la montée nationaliste arabe accroît l’hostilité à leur égard dans une région qui est la première source d’approvisionnement en pétrole et qui se situe en première ligne face aux Soviétiques à l’aube de la guerre froide ; ils ne peuvent se permettre d’augmenter les tensions avec ces derniers. Ils ne peuvent pas négliger non plus les pressions du gouvernement américain qui appelle à l’ouverture de la Palestine à l’immigration juive et qui soutient la relance de l’économie britannique endettée par la guerre. Mais ils ne peuvent plus assumer les coûts financiers et humains de la gestion de la situation : 100 000 soldats britanniques sont stationnés en Palestine, soit 10 % de leurs effectifs totaux, et les attentats de l’Irgoun et du Lehi font de nombreuses victimes parmi leurs hommes ; pour des raisons morales[réf. nécessaire], ils ne peuvent réprimer les activistes juifs comme le demandent leurs militaires sur le terrain de la même manière qu’ils l'ont fait face aux Arabes lors de leur révolte dix ans plus tôt. Ils ont remis le dossier à l’ONU dans l’espoir que les opinions publiques prennent conscience de l’impasse du dossier ; mais à la suite de l’échec de cette stratégie, ils annoncent qu’ils n’estiment pas devoir se soumettre à ses décisions et qu’ils n’approuveront qu’une solution qui soit acceptée par toutes les parties.

## Élaboration du plan de partage

### Travaux de l'UNSCOP (août-novembre 1947)
Un comité est créé à l’ONU pour continuer les travaux et des modifications sont apportées au projet initial : les villes arabes de Jaffa et Beersheba sont retirées de l’État juif pour diminuer l’ampleur de sa minorité arabe qui passe ainsi de 405 000 à 325 000 habitants et la date de fin du mandat est fixée à « au plus tard le 1er août ».
Après avoir étudié le dossier le 31 août 1947, l’UNSCOP dégage deux options le 3 septembre : la première est la création d’un État juif et d’un État arabe indépendants, Jérusalem étant placée sous contrôle international ; la seconde consiste en la création d’un État fédéral associant un État juif et un État arabe, ce qui est moins satisfaisant du point de vue du mouvement sioniste.
L’UNSCOP remet officiellement ses conclusions début septembre. Tandis que l’Agence juive en accepte les conclusions comme base de discussion, l’Irgoun et le Haut Comité arabe les rejettent. Les Britanniques confirment leur volonté de remettre le mandat et les États-Unis et l’Union soviétique soutiennent le plan.
À la suite d'un vote infructueux le 25 novembre, la majorité de l'UNSCOP adopte quatre jours plus tard la première solution, bien que plusieurs membres[Combien ?] se soient prononcés en faveur de la seconde, l’Australie refusant de choisir.

### Élaboration de la résolution 181
L’Assemblée générale des Nations unies recommande simplement au Conseil de sécurité, par un nombre de voix inférieur aux deux tiers réglementairement exigés de tous présents, y compris ceux qui se sont abstenus[Qui ?] , le choix de la première solution.
Le 25 novembre 1947, la commission vote la mise à l’ordre du jour du plan : 25 voix sont pour, 13 sont contre, il y a 17 abstentions et 2 absents. Le plan peut donc être voté en Assemblée générale, mais la résolution devant recueillir les voix des deux tiers des votants pour être acceptée, il manquerait une voix. La diplomatie, en particulier américaine, intervient. Des pressions sont exercées sur le Liberia, Haïti et les Philippines pour les forcer à changer de position avant le vote ; le secrétaire à la Défense des États-Unis James Forrestal écrit à l’époque dans son journal personnel que « les moyens de coercition exercés sur ces pays confinaient au scandale. ». Les États-Unis firent aussi pression sur la France pour qu’elle vote en faveur du plan. D'après Dominique Vidal, on tente également de corrompre des délégués pour obtenir leur vote. L’ONU passe au vote quatre jours plus tard, le 29 novembre 1947 : l’Assemblée générale de l’ONU adopte, par 33 voix pour, 13 contre, 10 abstentions et 1 absent, le plan de partage de la Palestine en deux États, l’un arabe, et l’autre juif — Jérusalem ayant un statut particulier sous l’égide de l’ONU.
La convergence entre Soviétiques et Américains, les deux grandes puissances en conflit, fait sensation. Les Arabes de Palestine et les gouvernements de tous les États arabes refusent d’accepter les recommandations de la résolution 181, et font savoir qu’ils s’opposeront par la force à l’application de ces recommandations.

### Répartition des populations juive et arabe

Répartition de la population en Palestine mandataire en 1945-1947.
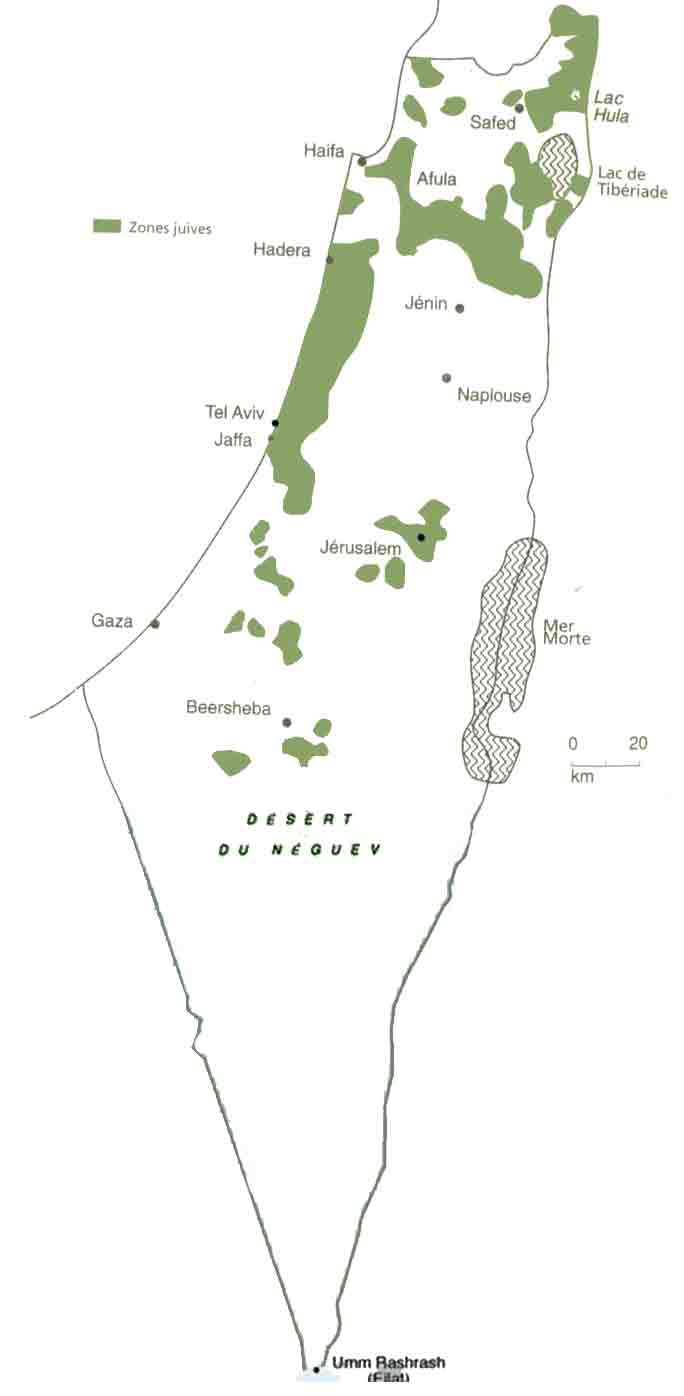
Zones peuplées par les Juifs en 1947.
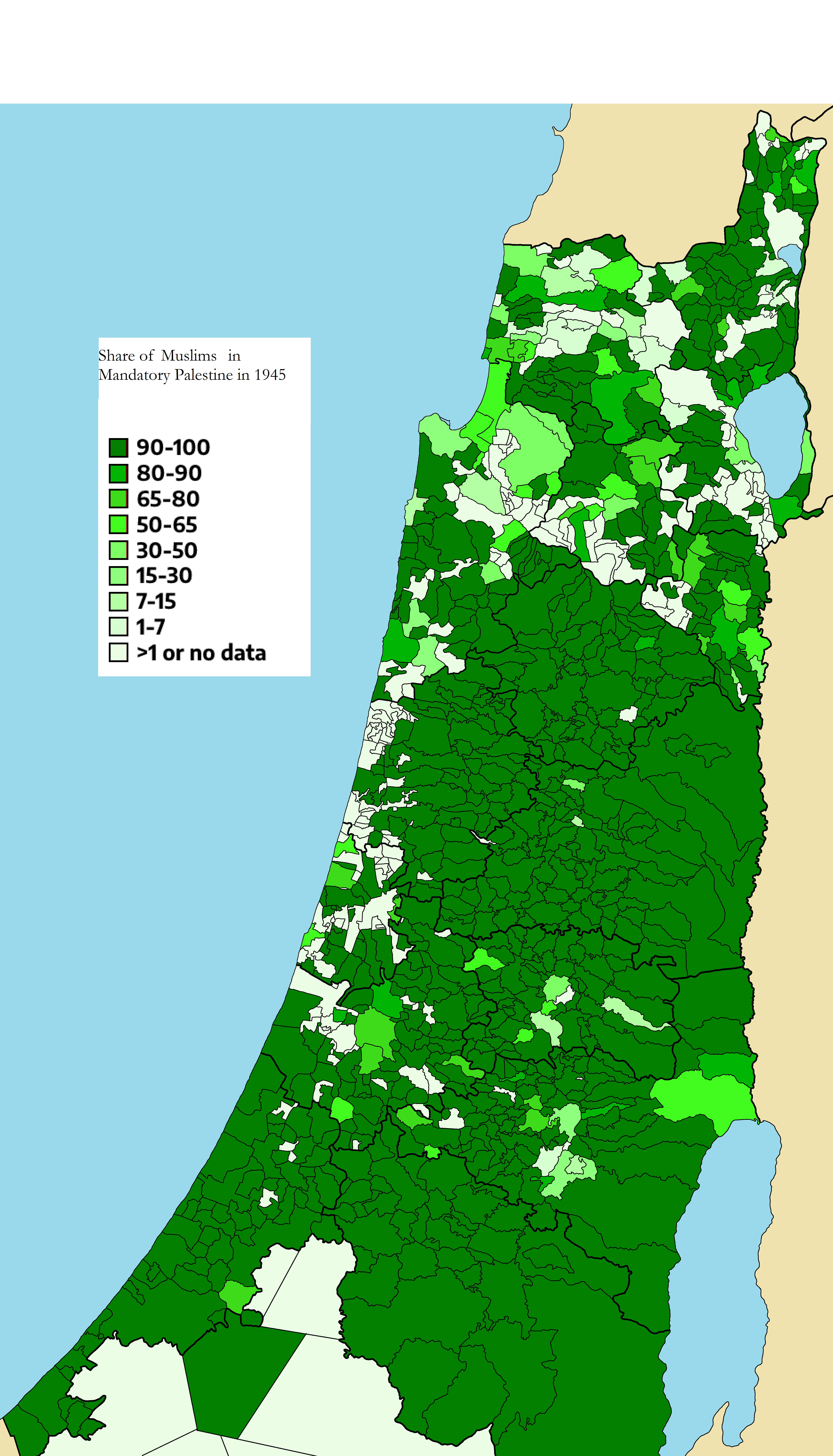
Zones de présence arabe musulmane majoritaire en 1945.
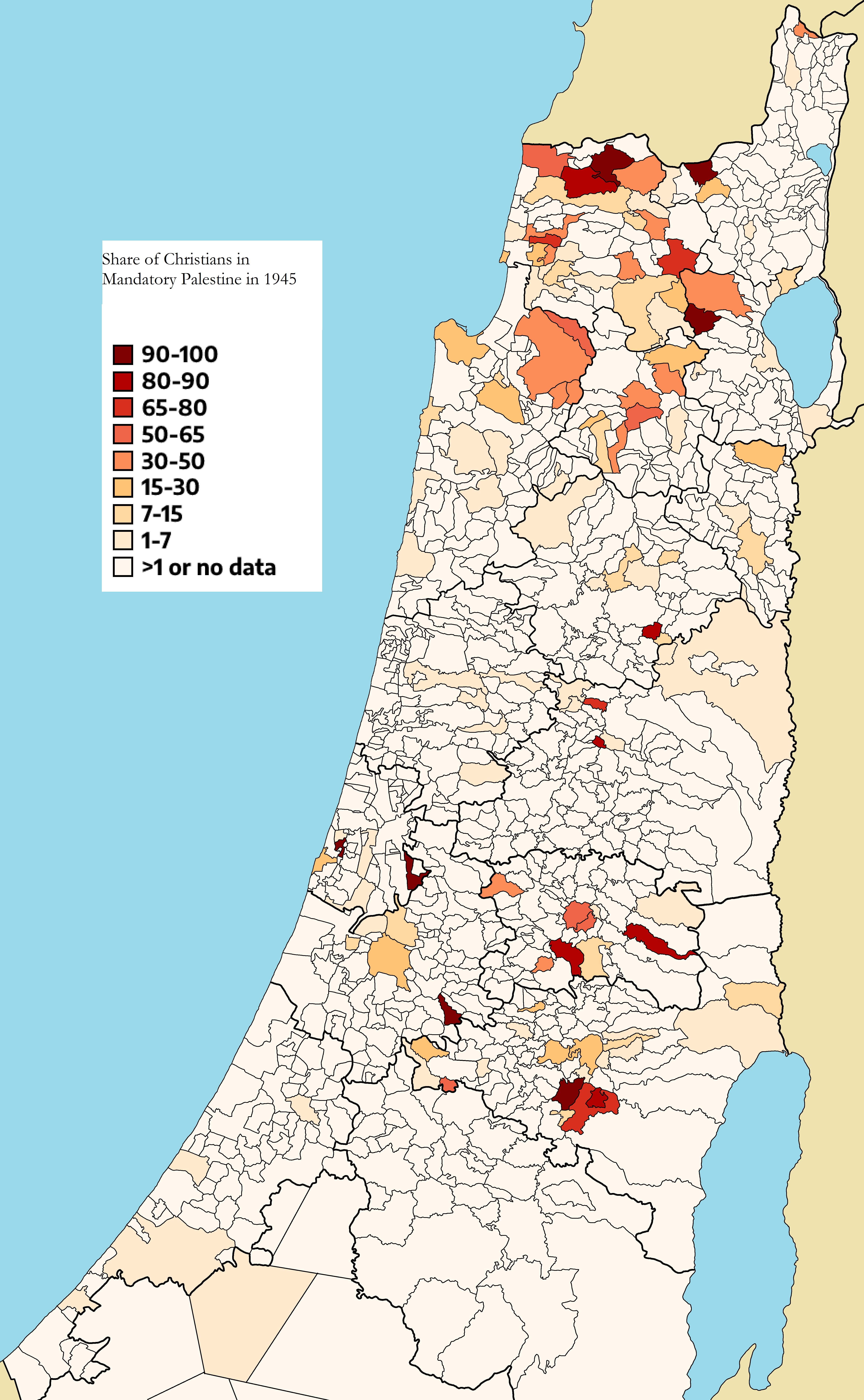
Zone de présence arabe chrétienne en 1945.
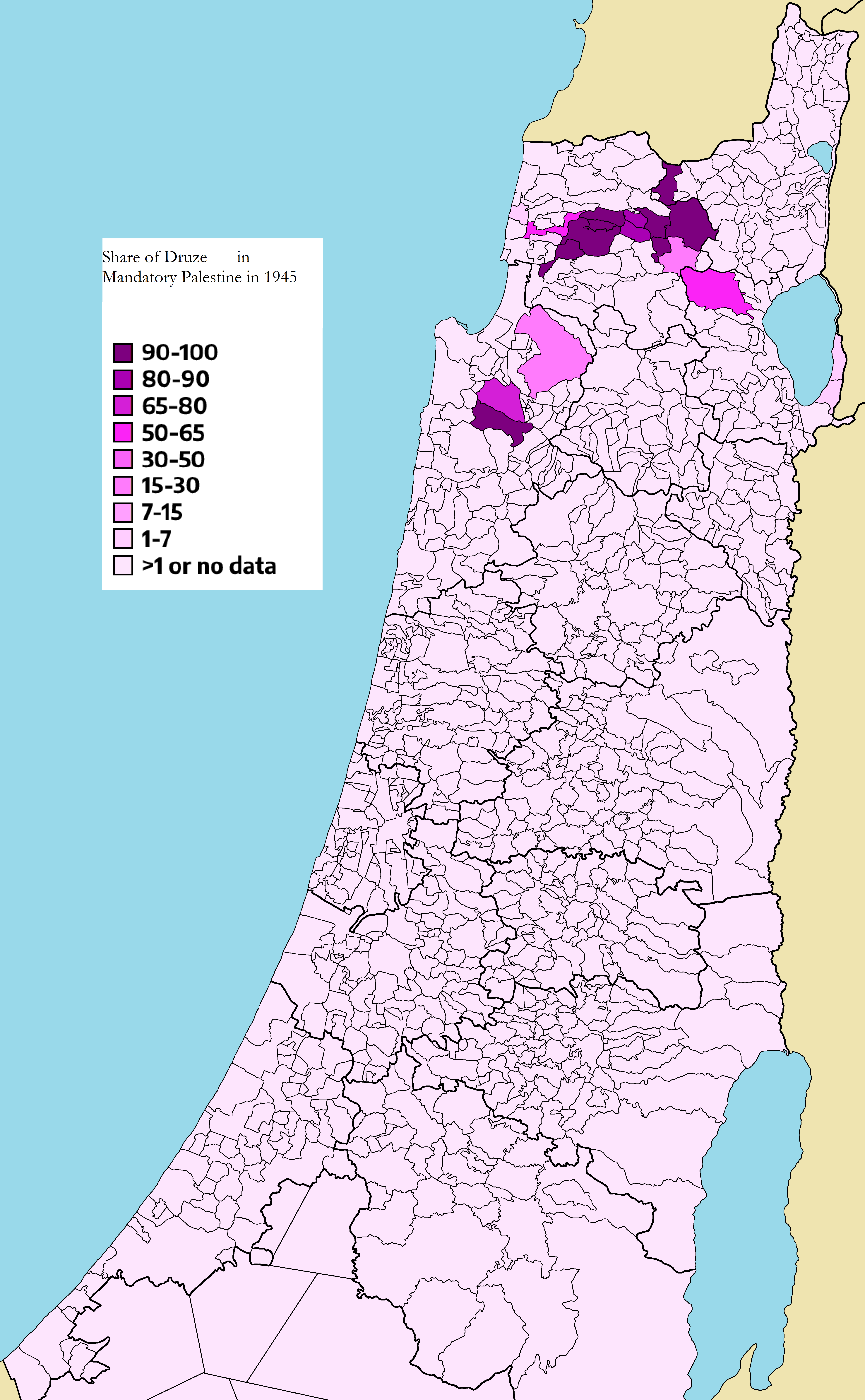
Zones de présence arabe druzes en 1945.

En 1947, au moment du plan de partage, la population totale de Palestine est composée pour 67 % d’Arabes (musulmans, chrétiens et druzes) et pour 33 % de Juifs.
La population juive locale (Yichouv, mot hébreu désignant la population juive de Palestine avant 1948), possède 7 % de la propriété foncière.

### Territoires prévus pour les États juif et arabe

#### État arabe

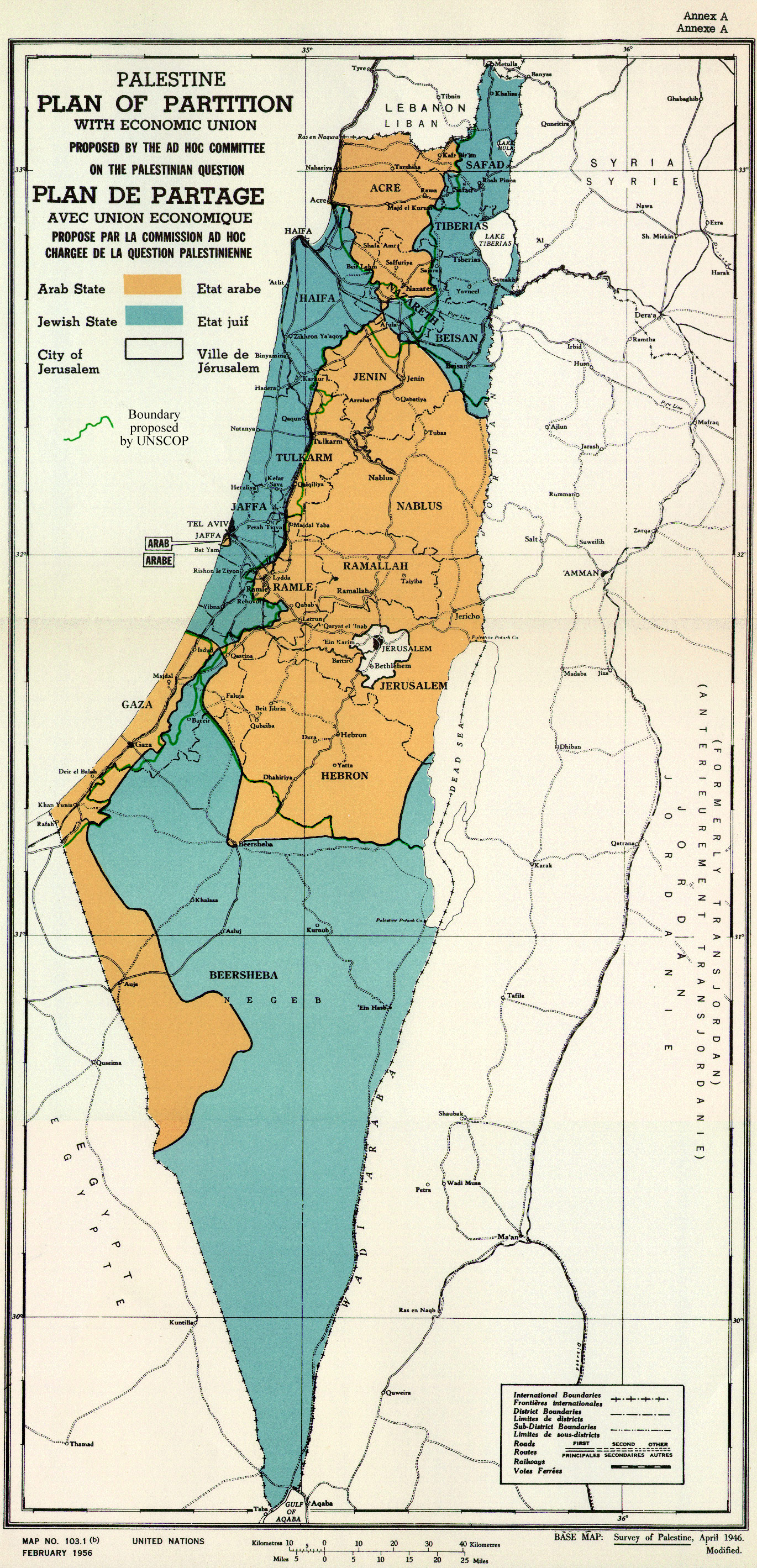
Plan de partage de 1947.

L'État arabe serait peuplé à 99 % d'Arabes (804 000 personnes) et à 1 % de Juifs (10 000 personnes, soit 2 % de la population juive de Palestine).
Il est prévu sur 42 % du territoire de la Palestine mandataire, et serait constitué de quatre parties :
- au nord, l’ouest de la Galilée, avec les villes d’Acre (sur la côte) et de Nazareth ;
- le centre intérieur, avec les monts de Samarie et de Judée, ce qui correspond à une zone plus étendue vers l'ouest que l'actuelle Cisjordanie (avec la ville de Beer-Sheva au sud) ;
- le littoral sud, depuis le nord de Majdal (aujourd'hui Ashkelon) à la frontière égyptienne, comprenant l’actuelle bande de Gaza et une partie du désert du Néguev le long de la frontière égyptienne.
- en ce qui concerne la ville de Jaffa, à population majoritairement arabe, mais située tout près de Tel Aviv, il a d'abord été envisagé de l'inclure dans l’État juif, mais elle est finalement attribuée à l’État arabe, formant ainsi une enclave sur la côte de l'État juif.

La carte fait apparaitre deux points de contiguïté, ou se rejoignent deux parties de l'État arabe et deux parties de l'État juif (des sortes de quadripoints) : au sud, à l'ouest de Qastina ; au nord, à l'ouest d'Afoula.

#### État juif
L’État juif proposé regrouperait 58 % de Juifs (558 000 personnes) et compterait également 42 % d'Arabes (405 000 personnes, soit 31 % de la population arabe de Palestine). 
Selon le plan de partage, il s'étendrait sur 56 % du territoire de la Palestine mandataire, et serait constitué de trois ensembles : 
- la plaine côtière d'Haïfa à Rehovot,
- l’est de la Galilée
- le désert du Néguev, avec l’avant-poste d'Umm Rashrash au sud (aujourd'hui : Eilat).

L’État juif est un plus grand que l’État arabe, mais une grande partie (40 %) se trouve dans le désert du Néguev[réf. nécessaire].

#### Zone internationale de Jérusalem

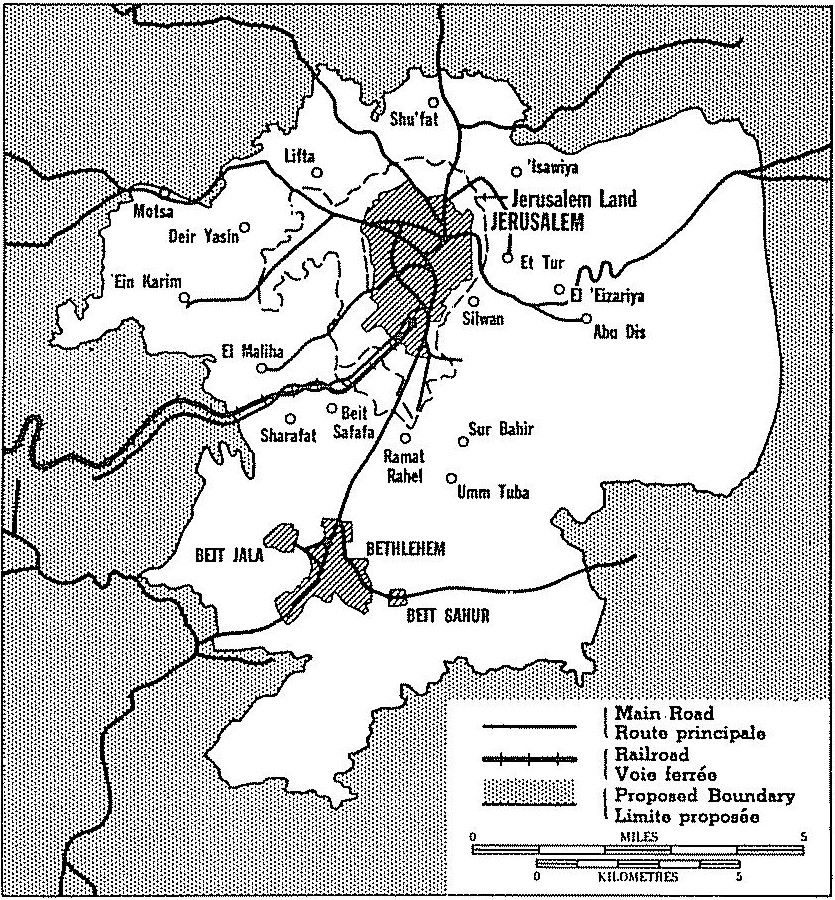
Carte du corpus Separatum de la zone de Jérusalem..

La zone internationale de Jérusalem, appelée Corpus Separatum et devant être administrée par l'ONU, compterait 100 000 Juifs pour 105 000 Arabes.
Cette zone couvre les environs de Jérusalem et inclue Bethléem.

## Réactions au projet de l'ONU

### Du côté arabe
La très grande majorité des Arabes palestiniens et des États arabes sont opposés à ce plan qu’ils trouvent injuste car allant à l’encontre de la volonté des populations locales. Depuis 1920, ils réclamaient la fin de l’immigration juive et l’indépendance de la Palestine, au mieux en tant qu’État multi-confessionnel dans lequel les populations juives jouiraient d’une autonomie plus ou moins importante et dont les droits seraient protégés. Ils estiment que les Arabes de Palestine n’ont pas à payer pour un crime commis à l’encontre des Juifs par les nations européennes. Ils jugent également la partition illégale car allant à l’encontre du Livre blanc britannique de 1939. Ils craignent enfin que les sionistes ne chassent les populations arabes, le projet ne pouvant s’accommoder d’une minorité arabe trop importante dans un État juif. La nécessité de leur transfert, volontaire ou forcé, avait été évoquée à plusieurs reprises les années précédentes[réf. nécessaire].
Les dirigeants arabes revendiquent l’ensemble du territoire et soutiennent que le partage constitue une violation du droit de la majorité des habitants de la Palestine, qui à l’époque est composée de deux tiers d'Arabes (1 200 000) et un tiers de Juifs (600 000) principalement immigrés d’Europe pendant la période du mandat,.
S'il rejette officiellement le plan de Partage, le roi Abdallah Ier de Jordanie (roi Abdallah de Transjordanie) le soutient en réalité et a œuvré en coulisse à sa mise en place. Il a notamment accordé aux autorités sionistes de ne pas s’opposer à la mise en place de l’État juif et de ne pas intervenir militairement contre lui si en contrepartie ces derniers le soutiennent dans son plan d’annexion de l’État arabe, dans son combat contre leur ennemi commun, Hajj Amin al-Husseini, et dans ses ambitions de former une Grande Syrie,.
Le plan est rejeté par les pays de la Ligue Arabe. Son secrétaire, Abd al-Rahman Azzam Pacha, affirme : « Le temps n’est plus aux discours et aux paroles. C’est une question de vie ou de mort. » Les pays arabes appellent à la guerre, comme en témoigne le quotidien nationaliste égyptien Balagh : « L’heure de la lutte a sonné. […] L’ONU ne saurait contraindre 80 millions d’Arabes et 400 millions de musulmans à accepter un projet qu’ils rejettent. » De plus, d’autres questions, telles celles de plusieurs décennies de domination et de colonisation, attisaient les foudres et le radicalisme des pays arabes face à la surdité et au manque de considération des Occidentaux dans les processus de décision à caractère international. Le plan de partage était de trop. Ikhwan al-Mouslimoun (la confrérie des Frères musulmans) ira jusqu’à prédire : « L’étincelle qui mettra le feu à la Troisième Guerre mondiale jaillira de Palestine ».

### Du côté juif

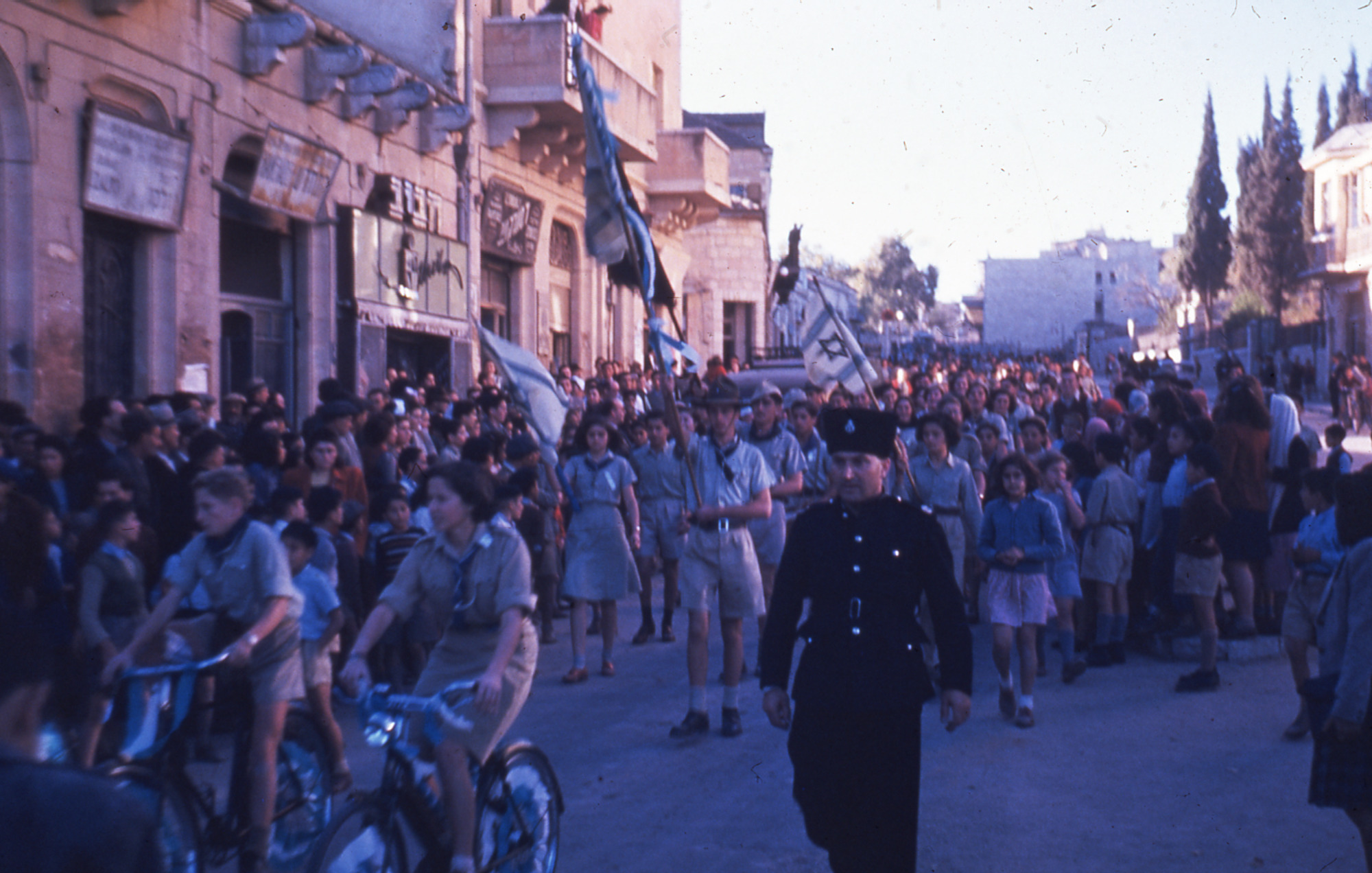
Défilé de scouts juifs célébrant l'acceptation du Plan de partage, Jérusalem, novembre 1947.

L’Agence juive, organe politique officiel représentant les Juifs de Palestine, a fortement milité pour le Plan de partage et le vote des Nations unies y est accueilli avec joie et réjouissances. Bien que consciente des menaces qui pèsent sur sa mise en place, elle voit l’établissement d’un État juif soutenu par la légitimité d’une reconnaissance internationale comme une avancée majeure dans le projet sioniste. L’indépendance et l’autonomie vont de plus mettre fin aux quotas d’immigration imposés par le Livre blanc depuis 1939.
Les mouvements sionistes de droite, l’Irgoun et le Lehi, critiquent toutefois vigoureusement le partage. Ils revendiquent l’ensemble de la Palestine, y compris la Transjordanie, pour y fonder un État juif. Ils refusent également que Jérusalem soit placée sous juridiction internationale. Depuis 1944, ils mènent une lutte armée sur fond d’attentats, d’assassinats et d’enlèvements contre les Britanniques et les Arabes et annoncent qu’ils vont continuer celle-ci.
Certains mouvements sionistes libéraux menés par Judah Leon Magnes (en) ne s’opposent pas au partage mais lui auraient préféré le plan minoritaire visant à la mise en place d’un État binational fonctionnant sous la forme d’une fédération et où les droits de tous auraient pu être respectés.
La majorité des Juifs se réjouissent cependant d’obtenir enfin un État indépendant.
En France, le soutien de ce plan par l’Alliance israélite universelle, antisioniste avant-guerre, fut acquis de justesse, et non sans tergiversations.

### Positions soviétiques
Dans un discours, le représentant soviétique Semyon Tsarapkin déclara : « Les arguments historiques et juridiques ne peuvent pas et ne doivent pas être décisifs dans le règlement de la question palestinienne. Le problème a pour base essentielle le droit des populations juives et arabes de Palestine à décider de leur sort. Les souffrances subies par les Juifs au cours de la dernière guerre doivent constituer un élément important dans la décision de l’Assemblée. Les Juifs luttent pour un État qui leur soit propre, et il serait injuste de leur refuser le droit d’atteindre cet objectif ».
L’URSS a appuyé la création d’Israël car elle « entrevoit une possibilité de pénétrer au Proche-Orient par la Palestine, à condition d’en chasser d’abord les Anglais ». L’objectif est donc double : affaiblir les Britanniques dans la région, et essayer de faire basculer Israël dans le camp soviétique, en profitant de la domination de la gauche sur le mouvement sioniste et de son alliance avec un parti « farouchement stalinien », le Mapam, second parti du pays après les élections de 1949. Pour Ilan Pappé, l’objectif de chasser les Britanniques de la région aurait d’ailleurs été nettement dominant.
De son côté, si le mouvement sioniste se réjouit du soutien inattendu des Soviétiques (historiquement très antisionistes), David Ben Gourion n’envisage nullement une alliance préférentielle avec Moscou. Avant même le début des tensions, David Ben Gourion déclarait à l’ambassadeur américain James Grover McDonald nommé par Truman :

« Israël salue le soutien russe aux Nations unies, mais ne tolérera pas de domination russe. Non seulement Israël est occidental dans son orientation, mais notre peuple est démocrate et réalise qu’il ne peut devenir fort et rester libre qu’à travers la coopération avec les États-Unis. Seul l’Occident lui-même, en humiliant Israël et en l’abandonnant aux Nations unies et ailleurs, pourrait s’aliéner notre peuple. »

De fait, dès l’automne 1950, les Soviétiques s’abstiennent dans une série de débats sur des incidents de frontières. Rapidement, « Israël est l’objet d’une violente campagne de presse », et les relations diplomatiques sont rompues, avant de reprendre, mais très froidement, après la mort de Staline (1953).

## La résolution 181

### Texte
- Résolution 181 sur le site de l’ONU

### Vote de la résolution
La décision de partager la Palestine et de créer deux États (un État juif et un État arabe, la zone de Jérusalem placée sous administration internationale) est adoptée le 29 novembre 1947 par 33 voix, contre 13 et 10 abstentions,.
Ont voté pour : États-Unis d’Amérique, Australie, Belgique, Bolivie, Brésil, république socialiste soviétique de Biélorussie, Canada, Costa Rica, Danemark, République dominicaine, Équateur, France, Guatemala, Haïti, Islande, Liberia, Luxembourg, Pays-Bas, Nouvelle-Zélande, Nicaragua, Norvège, Panama, Paraguay, Pérou, Philippines, république populaire de Pologne, Suède, Tchécoslovaquie, république socialiste soviétique d’Ukraine, Union sud-africaine, URSS, Uruguay et Venezuela.
Ont voté contre : Afghanistan, Arabie saoudite, Cuba, Égypte, Grèce, Inde, Iran, Irak, Liban, Pakistan, Syrie, Turquie et Yémen.
Se sont abstenus : Argentine, Chili, Chine, Colombie, Salvador, Empire éthiopien, Honduras, Mexique, Royaume-Uni, Yougoslavie.
Un coup d’État au Siam empêcha la délégation de ce pays de prendre part au vote.
Eurent pour mission de veiller à la transition sur le terrain : Bolivie, Danemark, Panama, Philippines et Tchécoslovaquie.
La résolution 181 avait pour but la création de deux États :
- un État juif de 14 000 km2 avec 558 000 Juifs et 405 000 Arabes, formé de trois parties : la plaine côtière, le long de la frontière syrienne et le désert du Neguev ;
- un État arabe de 11 500 km2 avec 804 000 Arabes et 10 000 Juifs formé de quatre parties : une zone autour de la ville de Gaza, les montagnes de Judée et de Samarie, la majeure partie de la Galilée au Nord, ainsi que la ville de Jaffa ;
- enfin, une zone sous régime international particulier comprenant les Lieux saints, Jérusalem et Bethléem avec 106 000 Arabes et 100 000 Juifs.

Malgré la volonté originale de créer deux États de taille semblable, l’ONU accorde aux sionistes 50 % de plus que le plan Peel de 1937.

### Conséquences du vote
À l'exception des sionistes révisionnistes, la population juive accepte le plan de partage tandis que la population arabe et les dirigeants des pays voisins le rejettent. La conséquence immédiate est le déclenchement de la guerre civile de 1947-1948 en Palestine mandataire. Selon les chiffres des Britanniques, 1 067 Arabes, 769 Juifs et 123 Britanniques ont été tués au 9 janvier 1948, dont 50 chaque jour à Jérusalem.
David Ben Gourion proclame le 14 mai 1948 l’établissement d’un État juif, l’État d’Israël. Cette proclamation entraîne la guerre israélo-arabe de 1948-1949.

## Reconnaissance progressive de l’état palestinien depuis sa proclamation en 1988

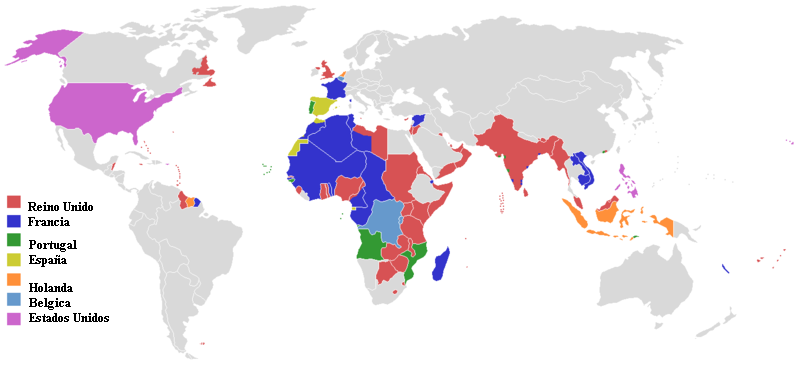
Carte du Monde présentant les possessions coloniales en 1945.

Lors du vote du plan de partage de la Palestine, beaucoup des pays actuels n'étaient pas encore membres de l'ONU, puisqu'ils faisaient encore partie des empires coloniaux britannique, français, belge, portugais et néerlandais, ou pour d'autres, parce qu'ils se trouvaient dans le sein de l'URSS et de la Yougoslavie. La décolonisation de l'Afrique et celle de l'Asie, la dislocation de l'URSS et celle de la Yougoslavie ont permis à de nombreux nouveaux États de se constituer et d'entrer par la suite à l'ONU. D'autre part, certains pays qui étaient membres de la Société des Nations avant la Seconde Guerre mondiale n'étaient pas encore membre de l'ONU. En 2025, après quatre vagues de reconnaissance, en 1988-1989, 2008-2013, 2014-2015, et 2023-2024, 148 pays reconnaissent l'État de Palestine, dont la plupart des anciens pays colonisés en Afrique et en Asie. En 2012, lors de la résolution 67/19 de l'Assemblée générale des Nations unies, la France, l'Espagne, le Portugal, la Belgique, reconnaissant pas la Palestine votent toutefois pour son statut d'observateur à l'ONU. Le Royaume-Uni et les Pays-Bas se sont abstenus.
En 2023 et en 2024, à la suite de la guerre de Gaza, neuf pays ont annoncé reconnaître la Palestine en tant qu'État comme l'Espagne la Norvège ou encore la Slovénie. En 2025 le Mexique reconnaît la Palestine.
Le 24 juillet 2025, le président de la République française, Emmanuel Macron annonce que la France procédera à la pleine reconnaissance de la Palestine comme État, à l'Assemblée générale des Nations unies en septembre 2025, cette déclaration est suivie de plusieurs états annonçant une possible reconnaissance sous conditions tels le Canada, Andorre, le royaume uni, Malte ou encore  Saint Marin.